# Schwarzweißschwanz-Kolibri
Der Schwarzweißschwanz-Kolibri (Phlogophilus hemileucurus), manchmal auch Elsterschwänzchen genannt, ist eine Vogelart aus der Familie der Kolibris (Trochilidae), die in Kolumbien, Ecuador und Peru verbreitet ist. Der Bestand wird von der IUCN als „nicht gefährdet“ (least concern) eingeschätzt. Die Art ist monotypisch.

## Merkmale

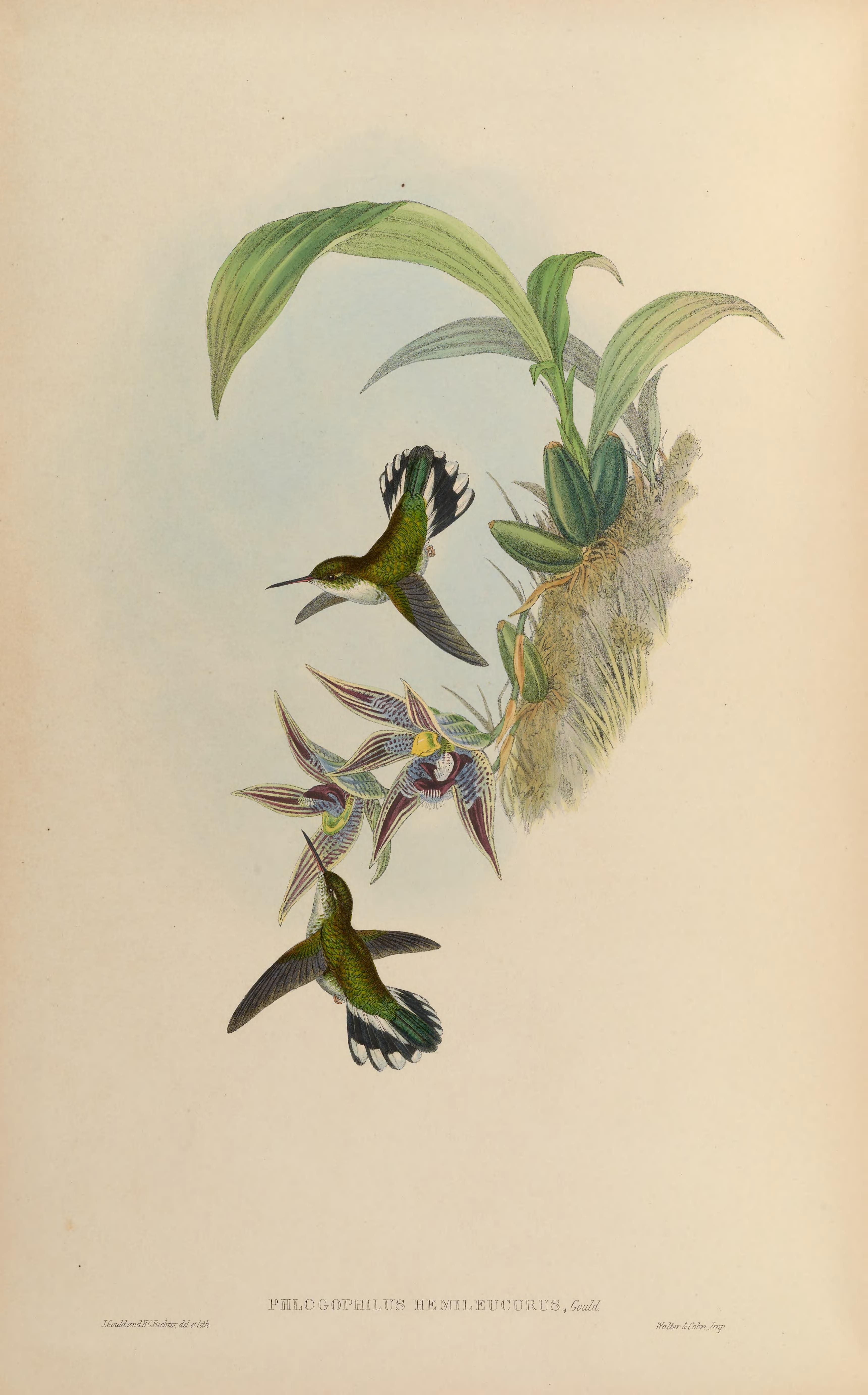
Schwarzweißschwanz-Kolibri illustriert von John Gould und Henry Constantine Richter

Der Schwarzweißschwanz-Kolibri erreicht eine Körperlänge von etwa 7,3 bis 7,6 cm bei einem Gewicht von 2,2 bis 3,7 g. Beide Geschlechter ähneln sich. Der gerade, schwarze Schnabel ist an der Basis gelblich. Der Oberkopf ist grünlich braun, der Rest der Oberseite grasgrün. Hinter dem Auge hat er einen weißen Fleck. Die Kehle und die Brust sind weiß mit grünen Flecken. Ein weißes Band zieht sich über die Mitte der Brust. Der Bauch ist weißlich. Das zentrale Steuerfederpaar des abgerundeten Schwanzes ist blaugrün, die restlichen blau. An der Basis sind die Schwanzfedern weiß, und sie haben breite weiße Spitzen. Jungtiere ähneln den ausgewachsenen Vögeln, haben aber gelbbraune Fransen am Kopf und an den Nackenfedern.

## Verhalten und Ernährung
Der Schwarzweißschwanz-Kolibri bezieht seinen Nektar von Rötegewächsen, von Heidekrautgewächsen insbesondere der Gattung Psammisia und von Gesneriengewächsen. Wenn er blühende Blumen besucht, klammert er sich an deren Kronblätter. Insekten werden hauptsächlich von den Pflanzenoberflächen abgesammelt. Sein Futter sucht er sich in den unteren bis mittleren Straten in zwei bis vier Metern über dem Boden.

## Lautäußerungen
Der Gesang des Schwarzweißschwanz-Kolibris besteht normalerweise aus drei hellen lebhaften Tönen in einer Frequenz von 8 bis 10 kHz, denen zwitschernde Töne folgen, die wie tsiiii...tsiii.tsu..tititititi klingen. Diese wiederholt er beständig. Außerdem gehört eine abnehmende Serie von drei bis vier hellen si-Tönen in einer Frequenz von 8 bis 10 kHz und 0,3 Sekunden pro Ton zu seinem Repertoire. Auch ein wiederholtes tsik oder helles Gezwitscher gibt er von sich.

## Fortpflanzung
Die Brutsaison des Schwarzweißschwanz-Kolibris ist von Dezember bis April. Er baut ein kleines kelchartiges Nest, das aus feinen Wurzelfasern und Farnblätterstücken besteht. Dieses bringt er zwei bis drei Meter über dem Boden an Kletterpflanzen oder an der Unterseite von dichtem Dickicht, welches über steilen Straßen hängen kann, an. Ein Gelege besteht aus zwei Eiern, die ausschließlich vom Weibchen bebrütet werden.

## Verbreitung und Lebensraum

Verbreitungsgebiet des Schwarzweißschwanz-Kolibris

Der Schwarzweißschwanz-Kolibri bevorzugt Waldränder und Sekundärvegetation in den andinen Vorgebirgen in Höhenlagen von 500 bis 1200 Meter. Im südlichen Kolumbien kommt er im Westen des Departamento de Putumayo sowie im Osten des Departamento del Cauca vor. Das Verbreitungsgebiet zieht sich über das östliche Ecuador bis in den Norden Perus in die Regionen San Martín und Loreto.

## Migration
Der Schwarzweißschwanz-Kolibri gilt als Standvogel mit möglichen saisonalen Zugbewegungen in den Höhenlagen.

## Etymologie und Forschungsgeschichte
Die Erstbeschreibung des Schwarzweißschwanz-Kolibris erfolgte 1860 durch John Gould unter dem wissenschaftlichen Namen Phlogophilus hemileucurus. Das Typusexemplar hatte er von Jules Bourcier und es stammte aus der Nähe des Río Napo. Mit der Art führte Gould die neue Gattung Phlogophilus ein. Der Begriff Phlogophilus ist ein Gebilde aus den griechischen Wörtern φλόξ, φλογός phlóx, phlogós für „Flamme“ und φίλος phílos für „Freund“. Der Artname hemileucurus leitet sich vom griechischen ἡμι-, ἥμισυς hemi, hḗmisus für „halb, klein, Hälfte“, λευκός leukós für „weiß“ und -οὐρός, οὐρά -ourós, ourá für „-schwänzig, Schwanz“ ab.